# Habovka
Habovka es un municipio del distrito de Tvrdošín en la región de Žilina, Eslovaquia, con una población estimada a final del año 2024 de 1361 habitantes.
Se encuentra ubicado al noreste de la región, cerca del río Orava —un afluente del curso alto del río Váh (cuenca hidrográfica del Danubio)— y de la frontera con Polonia.

## Demografía
| Año        | 1994 | 2004     | 2014    | 2024    |
| ---------- | ---- | -------- | ------- | ------- |
| Población  | 1195 | 1360     | 1377    | 1361    |
| Diferencia |      | +13,80 % | +1,25 % | −1,16 % |

| Año        | 2023 | 2024    |
| ---------- | ---- | ------- |
| Población  | 1345 | 1361    |
| Diferencia |      | +1,18 % |